# Zinnoberhöhle

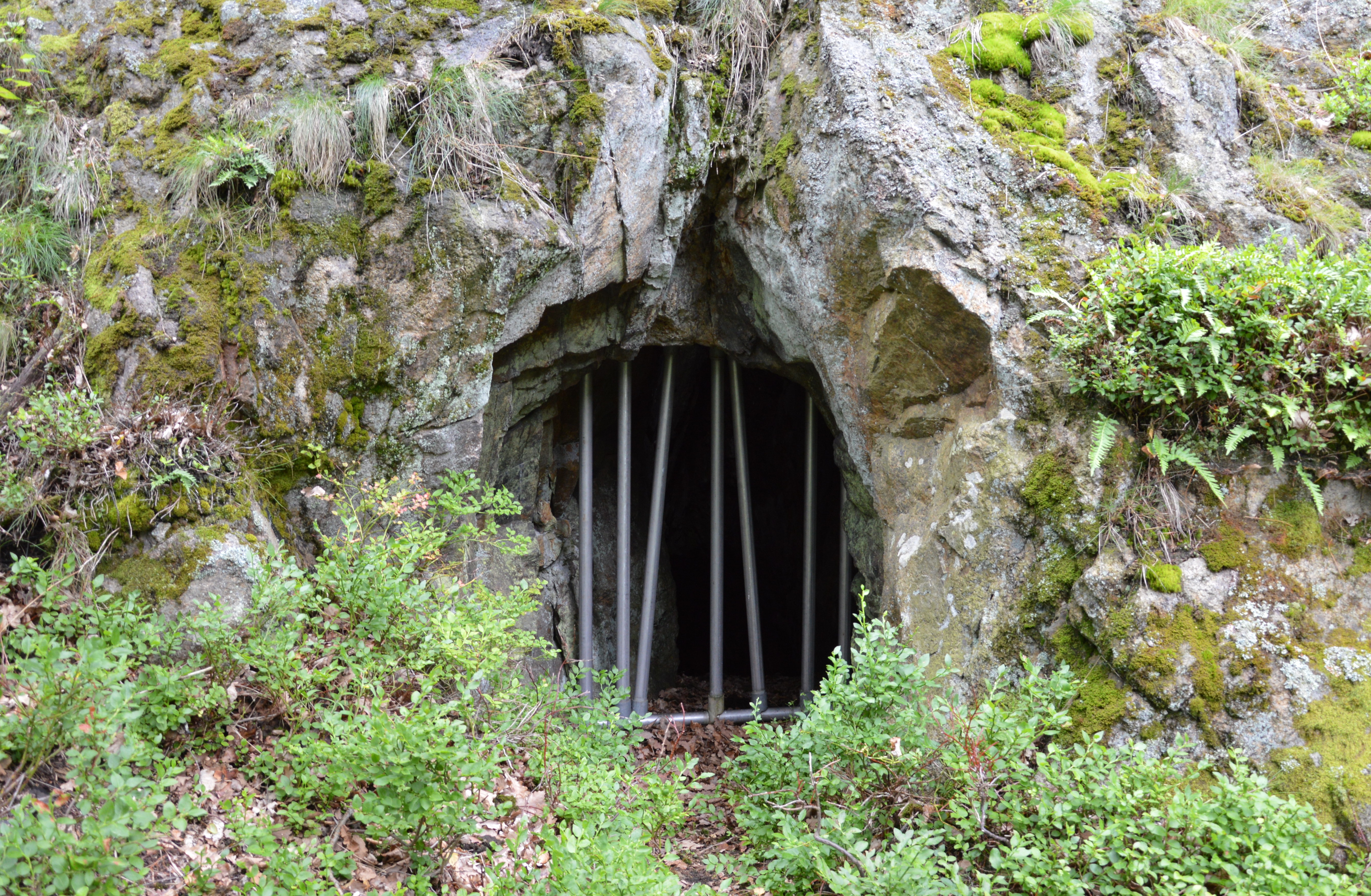
Eingang zur Zinnoberhöhle

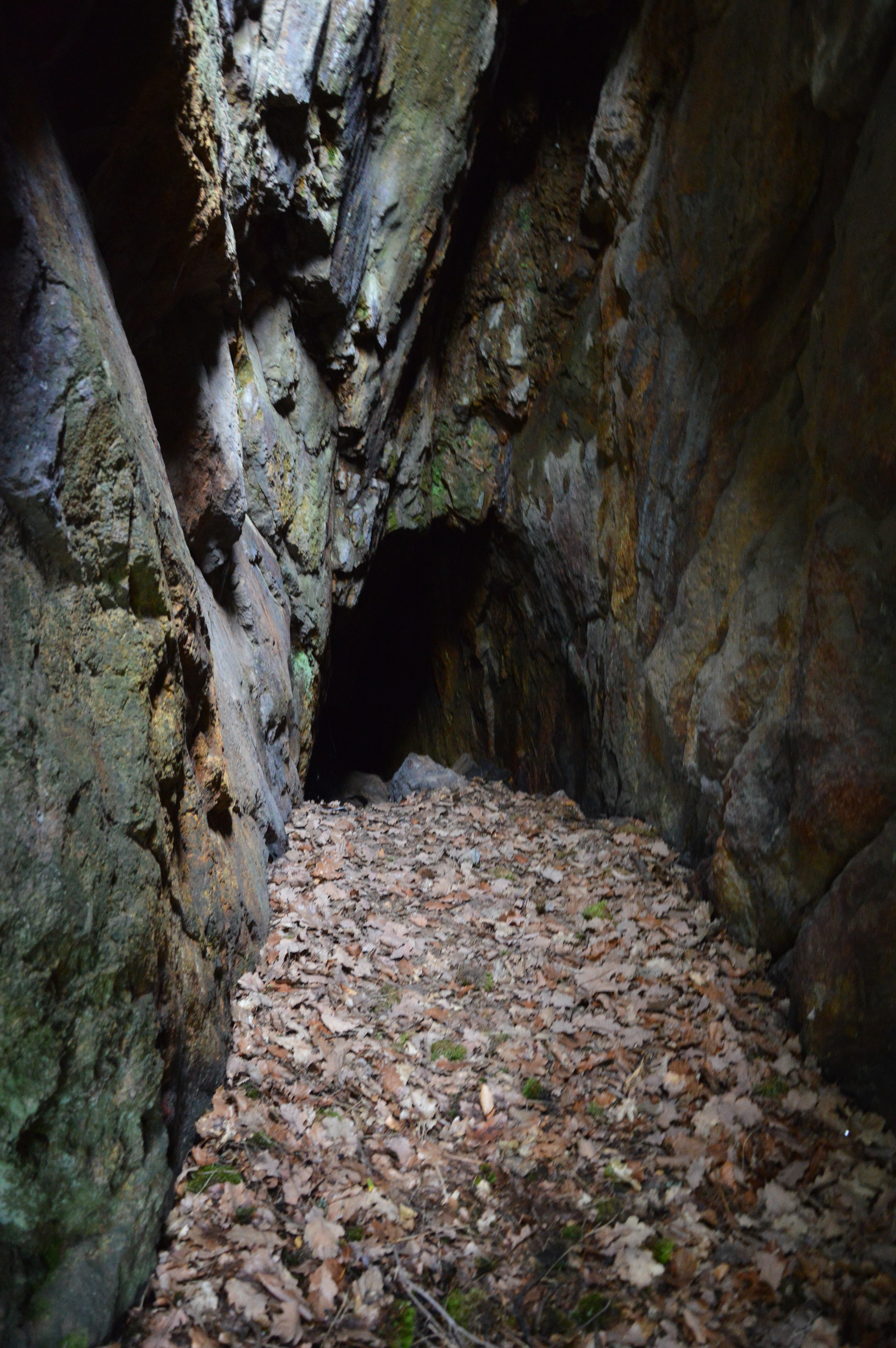
Blick in die Zinnoberhöhle

Die Zinnoberhöhle ist ein Stollen des Altbergbaus im Harzer Bodetal in Sachsen-Anhalt. Sie befindet sich im Felshang auf der linken Seite des Bodetals, rund 70 Höhenmeter über der Bode. In geringer Entfernung führt an ihr der Zinnoberstieg vorbei. Die Höhle liegt abseits offizieller Wege in einem Naturschutzgebiet, somit ist der Zustieg für Unbefugte untersagt. Der Eingang zur Höhle ist zudem gegen unbefugtes Betreten durch eine Absperrung gesichert.
In dem als Höhle bezeichneten Stollen wurde kein Zinnober gefunden. Der Stollen liegt an der Verbindung zur Teufelsbrücke und ermöglichte den Zugang dorthin, bevor die beiden Hängebrücken gebaut wurden. Der Name Zinnoberhöhle ist jedoch irreführend, denn Zinnober wurde dort nie abgebaut. Das wissenschaftlich Cinnabarit genannte Mineral stammt aus der Mineralklasse der „Sulfide und Sulfosalze“ mit der chemischen Zusammensetzung HgS und ist damit chemisch gesehen ein Quecksilbersulfid. Zinnober wurde auf Grund
seiner intensiven roten Farbe früher häufig als Farbpigment in der Malerei verwendet. Eventuell wurde dort ein ähnlich farbiges Mineral abgebaut.
Die Zinnoberhöhle wird in historischen Unterlagen als sehr schmaler, 150 bis 200 Fuß langer und 20 bis 30 Fuß hoher Felsspalt beschrieben.